# 让·马蒂农

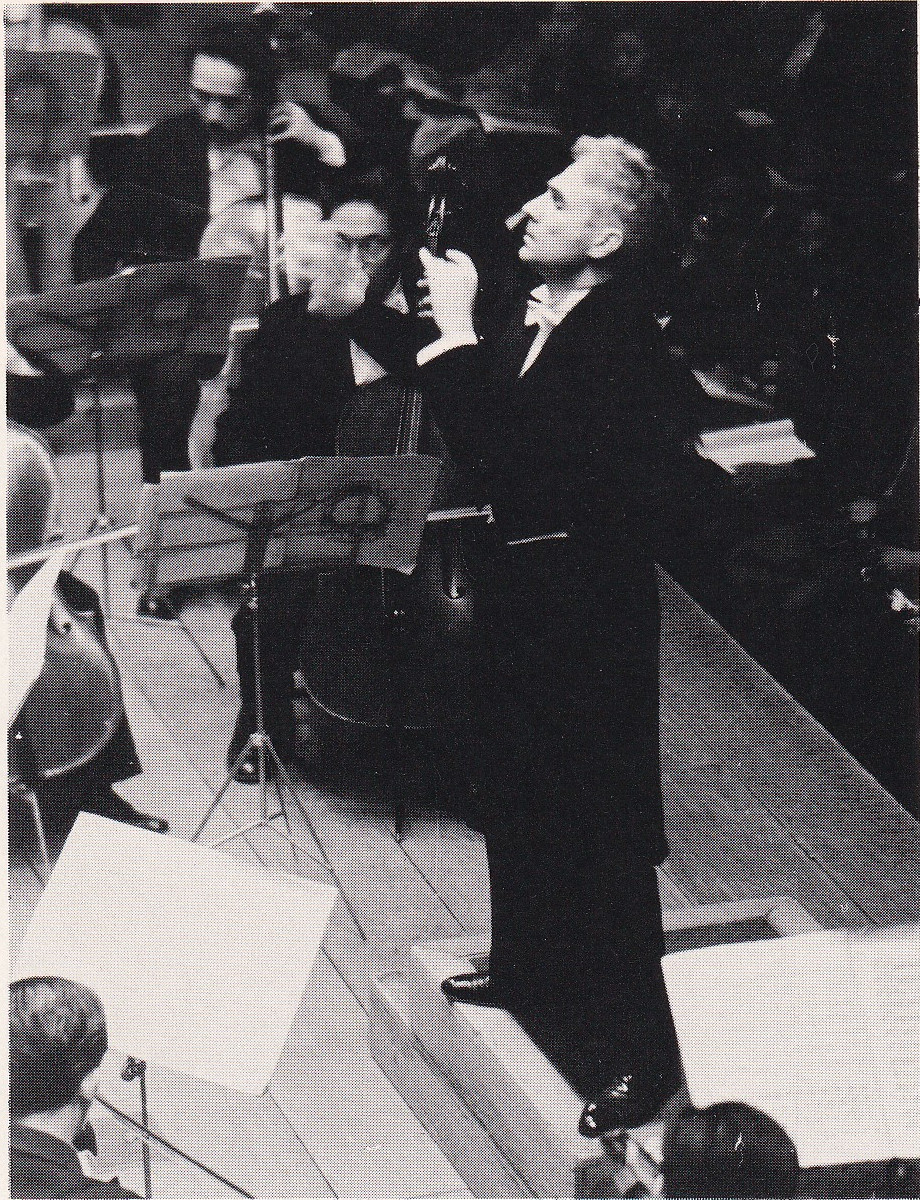
让·马蒂农

讓·弗朗西斯科·艾蒂安·馬蒂農（法語：Jean Francisque-Étienne Martinon，1910年1月10日—1976年3月1日）是法國指揮家、作曲家。
作為指揮，馬蒂農專擅20世紀早期法國、俄國作品。他自己的創作也由當代演奏名家（如亨利克·谢林、皮耶·傅尼葉等）首演，可以說是受到多方敬重的重要音樂家。

## 生平
馬蒂農在里昂出生、受教育，在巴黎音樂院專攻作曲，師從阿尔贝·鲁塞尔，跟隨查理·明希和羅傑·德索米爾學習指揮，同時向樊尚·丹第修習和聲學，朱尔·布舍里修習小提琴演奏。二戰期間，服役於法軍，曾於1940年被俘，關押期間仍持續創作。
戰後，就任音樂院音樂會管弦樂團。1946年，任職於波爾多阿基坦國家管弦樂團。
1946年3月在倫敦指揮《海》演出，大受好評，打開了馬蒂農的事業之路。愛爾蘭公立廣播電台便是由此與他接洽，並且參與了該電台新設樂團的建設和團員評選工作。在都柏林期間，馬蒂農參與了當地許多音樂活動，包括：指揮女子合唱團演出，指揮大師班與教學，在夏季學校教授作曲等。
馬蒂農也與許多重要樂團合作，其足跡跨越兩岸，包括：芝加哥交响乐团（音樂總監，1963年—1968年）、杜塞道夫交響樂團、法國國家管弦樂團（1968年—1973年）、以色列爱乐乐团、伦敦爱乐乐团、拉穆勒管弦樂團（Lamoureux，首席指揮，1951年—1957年），以及海牙爱乐乐团等。
在做客於旧金山交响乐团之後，馬蒂農確診骨癌。馬蒂農因癌症惡化而病逝於巴黎。

## 作品節選

### 作曲
室內樂
- 第1號小奏鳴曲，為小提琴／鋼琴，第19號作品（之1），1935年（亦改編為單簧管／鋼琴）
- 第2號小奏鳴曲，為小提琴／鋼琴，第19號作品（之2），1936年（亦改編為長笛／鋼琴）
- 第3號小奏鳴曲，為鋼琴，第22號作品
- 弦樂三重奏，第32號作品（之2），1943年
- 第1號弦樂四重奏，第43號作品，1946年
- 第2號弦樂四重奏，第54號作品，1966年

交響曲
- 第3號交響曲，第45號作品，1948年
- 第4號交響曲，第53號作品，1965年

協奏曲
- 第1號協奏曲，第18號作品，1937年
- 為弦樂四重奏與卅六人樂團的協奏曲，第38號作品，1962年（亦改編為薩管四重奏，1974年）
- 第2號小提琴協奏曲，第51號作品，1963年
- 大提琴協奏曲，第52號作品，1967年
- 長笛協奏曲，1972年

### 商業錄音
- 德布西：管弦樂作品全集
- 拉威爾：管弦樂作品全集
- 聖桑斯：五首交響曲

## 個人生活
他是国际专业音乐团体Delta Omicron的国家赞助人。

## 外部連結
- 让·马蒂农在Allmusic上的頁面
- 让·马蒂农的Discogs页面（英文）